# Slatina (Znojmói járás)
Slatina település Csehországban, a Znojmói járásban. Slatina Biskupice-Pulkov, Rozkoš, Běhařovice, Černín, Střelice és Újezd településekkel határos. Lakosainak száma 235 fő (2024. január 1.).

## Népesség
A település lakosságának változását az alábbi diagram mutatja:
| Lakosok száma | 337  | 369  | 403  | 355  | 312  | 259  | 242  | 243  | 229  | 235  |
|               | 1869 | 1890 | 1921 | 1950 | 1980 | 2001 | 2017 | 2019 | 2022 | 2024 |